# كرتون سياسي

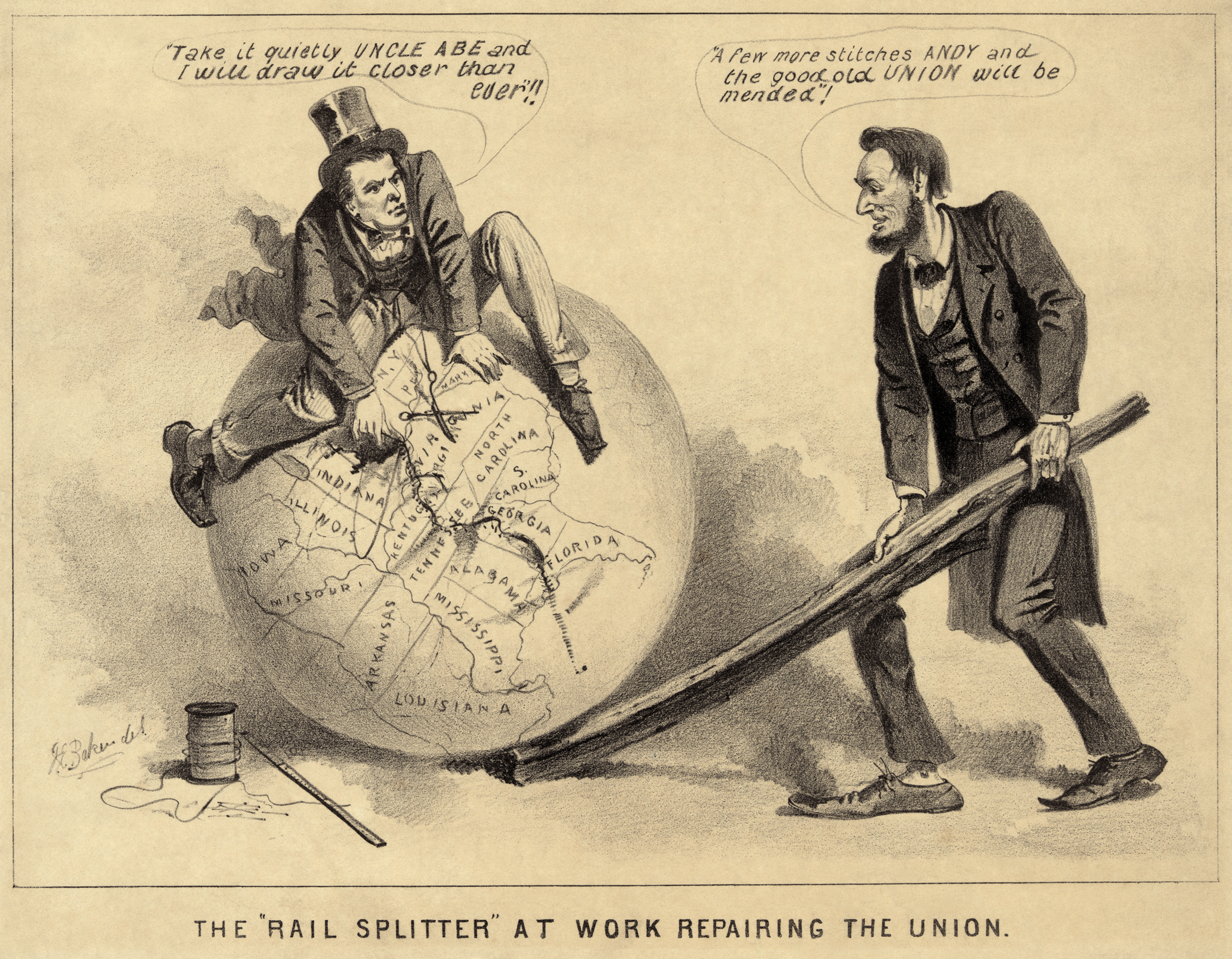
رسم كرتوني سياسي لأندرو جونسون وابراهام لينكولن، 1865، بعنوان «خائن السكك الحديدية في العمل لإصلاح الاتحاد». يقول النص التوضيحي: (جونسون): «خذها بهدوء ياعم آبي وسأرسمها أقرب من أي وقت مضى.» (لينكولن): «بضع الغرز الأخرى يا أندي والاتحاد القديم الجيد سيتم».

الكرتون السياسي (بالإنجليزية: political cartoon)‏ ويعرف أيضا بـالكرتون التحريري (بالإنجليزية: editorial cartoon)‏، هو رسم يحتوي على تعليق يعبر عن رأي الفنان. ويُعرف الفنان الذي يكتب ويوجه هذه الصور باسم رسام الكاريكاتير التحرير. وعادة ما تجمع بين المهارة الفنية، والغضب والسخرية من أجل التشكيك في السلطة ولفت الانتباه إلى الفساد والعنف السياسي وغيرها من العلل الاجتماعية.